# Lygromma simoni
Lygromma simoni là một loài nhện trong họ Gnaphosidae.
Loài này thuộc chi Lygromma. Lygromma simoni được Lucien Berland miêu tả năm 1913.